# Geidi Primes
Geidi Primes è l'album in studio di debutto della cantante canadese Grimes, pubblicato nel 2010 dalla Arbutus Records.
Nel 2011, il disco è stato ristampato e pubblicato nel Regno Unito dalla No Pain in Pop Records con una diversa copertina.

## Il disco
Il titolo dell'album è tratto dal romanzo Dune di Frank Herbert (1965). Quasi tutti i brani dell'album traggono ispirazione dal libro: Caladan si riferisce a Caladan, uno dei pianeti immaginari; Sardaukar Levenbrech si riferisce al grado militare di Levenbrech; in Zoal, Face Dancer un "face dancer" è uno degli umani della serie del ciclo di Dune che può cambiare forma; Feyd Rautha Dark Heart è riferita all'antagonista principale del primo romanzo della serie, che si chiama Feyd-Rautha Harkonnen; Shadout Mapes e Beast Infection si riferiscono a dei personaggi secondari. Anche il nome dell'album è un riferimento al pianeta Giedi Primo (nella versione inglese del romanzo, Geidi Prime), il pianeta natale della Casa Harkonnen.

## Tracce
1. Caladan – 2:26
2. Sardaukar Levenbrech – 2:06
3. Zoal, Face Dancer – 2:36
4. Rosa – 3:13
5. Avi – 2:36
6. Feyd Rautha Dark Heart – 3:42
7. Gambang – 1:34
8. Venus in Fleurs – 2:43
9. Grisgris – 3:23
10. Shadout Mapes – 4:32
11. Beast Infection – 2:21